# Jewsuh
Jewsuh (ukrainisch Євсуг; russisch Евсуг Jewsug) ist ein Dorf im Norden der ukrainischen Oblast Luhansk mit etwa 1700 Einwohnern (2001).
Das 1704 gegründete Dorf war Ende des 18. Jahrhunderts eine bedeutende Ortschaft mit 1769 Einwohnern.
Die Ortschaft erstreckt sich mehr als 15 km entlang beider Ufer des Jewsuh (Євсуг), einem 79 km langen, linken Nebenfluss des Siwerskyj Donez, 25 km westlich vom ehemaligen Rajonzentrum Bilowodsk und 83 km nördlich vom Oblastzentrum Luhansk.
Das Dorf befindet sich an der Regionalstraße P–07 auf halbem Weg zwischen Starobilsk und Bilowodsk.
Am 14. August 2017 wurde das Dorf ein Teil der neugegründeten Siedlungsgemeinde Bilowodsk, bis dahin bildete es zusammen mit den Dörfern Hontscharowe (Гончарове), Kopani (Копані), Parnewe (Парневе) und Prywilne (Привільне) die gleichnamige Landratsgemeinde Jewsuh (Євсузька сільська  рада/Jewsuska silska rada) im Westen des Rajons Bilowodsk.
Seit dem 17. Juli 2020 ist es ein Teil des Rajons Starobilsk.